# المپیادا ایوانوا
المپیادا ایوانوا (روسی: Олимпиада Владимировна Иванова؛ ۲۶ اوت ۱۹۷۰ – ) ورزشکار دو و میدانی اهل اتحاد جماهیر شوروی سوسیالیستی بود.